# Parexarnis pseudosollers
Parexarnis pseudosollers är en fjärilsart som beskrevs av Charles Boursin 1940. Parexarnis pseudosollers ingår i släktet Parexarnis och familjen nattflyn. Inga underarter finns listade i Catalogue of Life.